# 一の橋
一の橋（いちのはし）は、北海道上川地方の上川郡下川町にある町字である。郵便番号は098-1331である。

## 地名の由来
当地の名寄川にかかる、上流から数えて1番目の橋、「一の橋」に由来する。

## 地理
下川町の東部に位置する。地域は農地、山林として利用されている。東は西興部村、南は士別市、西は珊瑠、二の橋、渓和、班渓、北は珊瑠に接する。

### 河川
- 名寄川
- モサンル川
- シカリベツ川

## 歴史
一の橋市街地と幸成（こうせい）からなり、公区（行政区）は一の橋公区（一の橋市街地）および二の橋公区（幸成）が含まれる。下川市街より興部までの仮定県道（現在の国道239号）の開削は1903年（明治36年）に行われ、下川町内で名寄川に3本の橋が架設された。最上流の橋が「一の橋」である。一の橋市街地区は、古くは然別（しかりべつ）と呼ばれ、1903年（明治36年）シカリベツ駅逓の開設、1920年（大正9年）一ノ橋駅の開設以降小市街を形成した。広大な御料林（後の国有林）を背景に、一の橋営林署を中心に木工場などが集積したが、昭和末期から平成最初期にかけての鉄道および営林署の廃止により衰退した。幸成は、殖民区画の上名寄37線から40線にかけての名寄川沿いの開拓は早くから進んだが、モサンル川沿いは昭和初期に存在した「北海道庁下川移住者世話所」の斡旋により開拓された。現在は農林地帯として発展している。

### 沿革
- 1924年（大正13年）1月1日 - 下川村分村に伴い、11字が設置される。
- 1982年（昭和57年） - 農業基盤整備の換地処分に伴い「字下川」が新設される。
- 1984年（昭和59年）4月1日 - 従来の字を改正し、一の橋が設置される。

### 町名の変遷
| 実施後 | 実施年月日   | 実施前（各字名ともその一部）                                     |
| ------ | ------------ | ---------------------------------------------------------------- |
| 一の橋 | 1984年4月1日 | 下川原野、名寄原野、名寄、上名寄原野、上名寄、モサンル原野、下川 |

## 交通

### バス
- 名士バス 興部線

### 道路
- 国道239号 - 仮定県道

## 施設
- 下川町一の橋コミュニティセンター - 一ノ橋駅跡に設置
- 下川町一の橋住民センター「札天の里」
  - 2012年（平成24年）11月19日 - 施設オープン
- 幸成会館
- 下川町立知的障害者更生施設「山びこ学園」
  - 1986年（昭和61年）4月1日 - 旧一の橋中学校跡地に開園
- 下川町立障害者グループホーム「ういる」
- 一の橋墓地
- 一ノ橋郵便局
  - 1931年（昭和6年）8月1日 - 一ノ橋駅前に一ノ橋郵便取扱所開設
  - 1935年（昭和10年）4月1日 - 一ノ橋郵便局に昇格（無集配）
  - 1946年（昭和21年）4月26日 - 集配業務を開始
  - 1949年（昭和24年）5月29日 - 電話交換業務を開始
  - 1956年（昭和31年）12月1日 - 局舎移転
  - 1968年（昭和43年）7月1日 - 郵便番号を導入（098-13）
  - 1998年（平成10年）2月2日 - 7桁郵便番号を導入
  - 2006年（平成18年）3月27日 - 集配業務を廃止
  - 2012年（平成24年）11月19日 - 「札天の里」内に移転

### 現存しない施設
- 名寄警察署一の橋駐在所（廃止）
  - 1929年（昭和4年）4月 - 一の橋市街に一の橋請願巡査派出所開設
  - 1930年（昭和5年）12月1日 - 一の橋巡査駐在所に昇格
  - 1956年（昭和31年）5月7日 - 一の橋大火で消失、同年移転新築
  - 1968年（昭和43年）4月1日 - 一の橋警察官派出所に改称
  - 1969年（昭和44年）4月1日 - 名寄警察署一の橋警察官駐在所に改称
  - 1994年（平成6年）6月29日 - 名寄警察署一の橋駐在所に改称
  - 2012年（平成24年）10月31日 - 下川駐在所に統廃合
- シカリベツ駅逓（廃止）
  - 1903年（明治36年）11月 - 然別8線の名寄川右岸にシカリベツ駅逓開設
  - 1905年（明治38年）2月26日 - 一の橋駅逓と改称
  - 1920年（大正9年） - 鉄道開通に伴い廃止
- 一の橋小学校（廃校） - 現 下川町郷土資料展示保存施設「札天山収蔵館」
  - 1908年（明治41年）11月3日 - 然別3線に然別簡易教育所開設
  - 1910年（明治43年）4月 - 然別教育所に改称
  - 1917年（大正6年）4月 - 然別特別教授場に改称
  - 1922年（大正11年）4月 - 名寄町立下川尋常小学校一の橋特別教授場となる
  - 1926年（大正15年）9月 - 独立し下川村立一の橋尋常小学校となる
  - 1931年（昭和6年）10月 - 然別5線に移転、37線 - 40線およびモサンルを二の橋小学校の校下とする
  - 1935年（昭和10年）4月 - 高等科を併置、下川村立一の橋尋常高等小学校となる
  - 1941年（昭和16年）4月 - 下川村立一の橋国民学校に改称
  - 1947年（昭和22年）4月 - 下川村立一の橋小学校に改称
  - 1949年（昭和24年）12月1日 - 下川町立一の橋小学校に改称
  - 2003年（平成15年）3月31日 - 児童数減少により休校
  - 2006年（平成18年）3月31日 - 廃校
  - 2009年（平成21年）10月 - 下川町郷土資料展示保存施設「札天山収蔵館」として開館
- 一の橋中学校（廃校）
  - 1947年（昭和22年）5月12日 - 下川村立下川中学校一の橋分校開設、一の橋小学校と併置
  - 1949年（昭和24年）10月 - 下川村立一の橋中学校として独立、小学校と併置
  - 1949年（昭和24年）12月1日 - 下川町立一の橋中学校
  - 1950年（昭和25年）11月 - 校舎独立、移転
  - 1978年（昭和53年）4月1日 - 下川中学校に統合、廃校
- 一の橋営林署（廃止）
  - 1942年（昭和17年）1月1日 - 帝室林野局旭川支局下川出張所より分割され一の橋出張所を開設
  - 1947年（昭和22年）3月 - 農林省旭川営林局一の橋営林署に改称
  - 1956年（昭和31年）5月7日 - 一の橋大火で消失、同年新築
  - 1988年（昭和63年）3月1日 - 下川営林署に統合、廃止